# Table Island
Table Island – jedna z sześciu wysp Zatoki Norweskiej, w kanadyjskim Archipelagu Arktycznym.